# Vachellia kirkii
Acacia kirkii kirkii é uma espécie de leguminosa do gênero Acacia, pertencente à família Fabaceae.